# Rio Itapicuru (Maranhão)
O rio Itapicuru é um curso de água que banha o estado do Maranhão, no Brasil.